# Заходы (Островский район)
Захо́ды — деревня в Островском районе Псковской области. Расположена на автомагистрали С.-Петербург — Псков — Невель M20 в 30 км от г. Остров.
Численность населения деревни по состоянию на 2000 год составляет 37 жителей.

## Население
| 2001 | 2002 | 2010 |
| ---- | ---- | ---- |
| 37   | ↘28  | ↘15  |